# Hendryk Schamberger

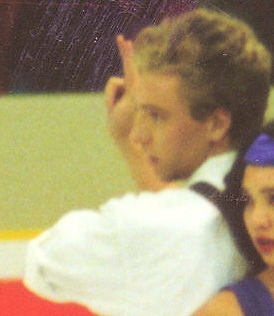
Hendryk Schamberger bei den Deutschen Meisterschaften 1992 in Berlin

Hendryk Schamberger (* 11. Mai 1968 in Essen) ist ein deutscher ehemaliger Eiskunstläufer, der im Eistanz startete. Seine Eltern sind die ehemaligen deutschen Eistänzer Martha Schamberger und Hans-Jürgen Schamberger.

## Laufbahn
Schamberger startete für den RSC Essen, bis 1990 mit Andrea Weppelmann und anschließend mit Jennifer Goolsbee. Mit ihr trainierte er in Oberstdorf bei Eistanztrainer Martin Skotnický. Nach dem Ende seiner aktiven Eiskunstlaufkarriere im Jahre 1995 studierte er Medizin. 1997 traten Schamberger und Jennifer Goolsbee, die in der Zwischenzeit mit Samwel Gesaljan gestartet war, wieder zusammen bei Schaulaufen auf.
Hendryk Schamberger ist heute Cheftrainer für Eistanz beim Berliner TSC mit A-Trainer-Lizenz. Zu seinen Schülern gehören Tanja Kolbe und Sascha Rabe. Neben seiner Tätigkeit als Eistanztrainer arbeitet Hendryk Schamberger als Facharzt für Orthopädie. Er ist außerdem Eiskunstlaufkommentator für den Fernsehsender Eurosport.
Im Oktober 2006 trat er bei RTL bei der Show Dancing on Ice auf. Seine Partnerin hier war Liz Baffoe. 2007 gehörte er dem Choreographen-Team der ProSieben-Show Stars auf Eis an.

## Erfolge/Ergebnisse

### Olympische Spiele
- 1994 – 9. Rang mit Jennifer Goolsbee

### Eiskunstlauf-Weltmeisterschaften
- 1986 – 17. Rang mit Andrea Weppelmann
- 1987 – 18. Rang mit Andrea Weppelmann
- 1988 – 18. Rang mit Andrea Weppelmann
- 1989 – 14. Rang mit Andrea Weppelmann
- 1990 – nicht qualifiziert
- 1991 – 17. Rang mit Jennifer Goolsbee
- 1992 – 11. Rang mit Jennifer Goolsbee
- 1993 – 12. Rang mit Jennifer Goolsbee
- 1994 – 7. Rang mit Jennifer Goolsbee
- 1995 – 11. Rang mit Jennifer Goolsbee

### Eiskunstlauf-Europameisterschaften
- 1986 – 15. Rang mit Andrea Weppelmann
- 1987 – 15. Rang mit Andrea Weppelmann
- 1988 – 14. Rang mit Andrea Weppelmann
- 1989 – 10. Rang mit Andrea Weppelmann
- 1990 – nicht qualifiziert
- 1991 – 11. Rang mit Jennifer Goolsbee
- 1992 – 10. Rang mit Jennifer Goolsbee
- 1993 – 10. Rang mit Jennifer Goolsbee
- 1994 – 9. Rang mit Jennifer Goolsbee
- 1995 – 8. Rang mit Jennifer Goolsbee

### Deutsche Meisterschaften Eistanz
- 1985 – 6. Rang mit Andrea Weppelmann
- 1986 – 2. Rang mit Andrea Weppelmann
- 1987 – 2. Rang mit Andrea Weppelmann
- 1988 – 2. Rang mit Andrea Weppelmann
- 1989 – 1. Rang mit Andrea Weppelmann
- 1990 – 3. Rang mit Andrea Weppelmann
- 1991 – 2. Rang mit Jennifer Goolsbee
- 1992 – 1. Rang mit Jennifer Goolsbee
- 1993 – 1. Rang mit Jennifer Goolsbee
- 1994 – 1. Rang mit Jennifer Goolsbee
- 1995 – 1. Rang mit Jennifer Goolsbee

### Deutsche Juniorenmeisterschaften Eistanz
- 1984 – 2. Rang mit Andrea Weppelmann
- 1983 – 4. Rang mit Andrea Weppelmann
- 1982 – 3. Rang mit Andrea Weppelmann
- 1981 – 5. Rang mit Andrea Weppelmann
- 1980 – 7. Rang mit Andrea Weppelmann

| Personendaten    | Personendaten                                    |
| ---------------- | ------------------------------------------------ |
| NAME             | Schamberger, Hendryk                             |
| KURZBESCHREIBUNG | deutscher Eiskunstläufer und Eiskunstlauftrainer |
| GEBURTSDATUM     | 11. Mai 1968                                     |
| GEBURTSORT       | Essen                                            |